# Kirche Jonaswalde

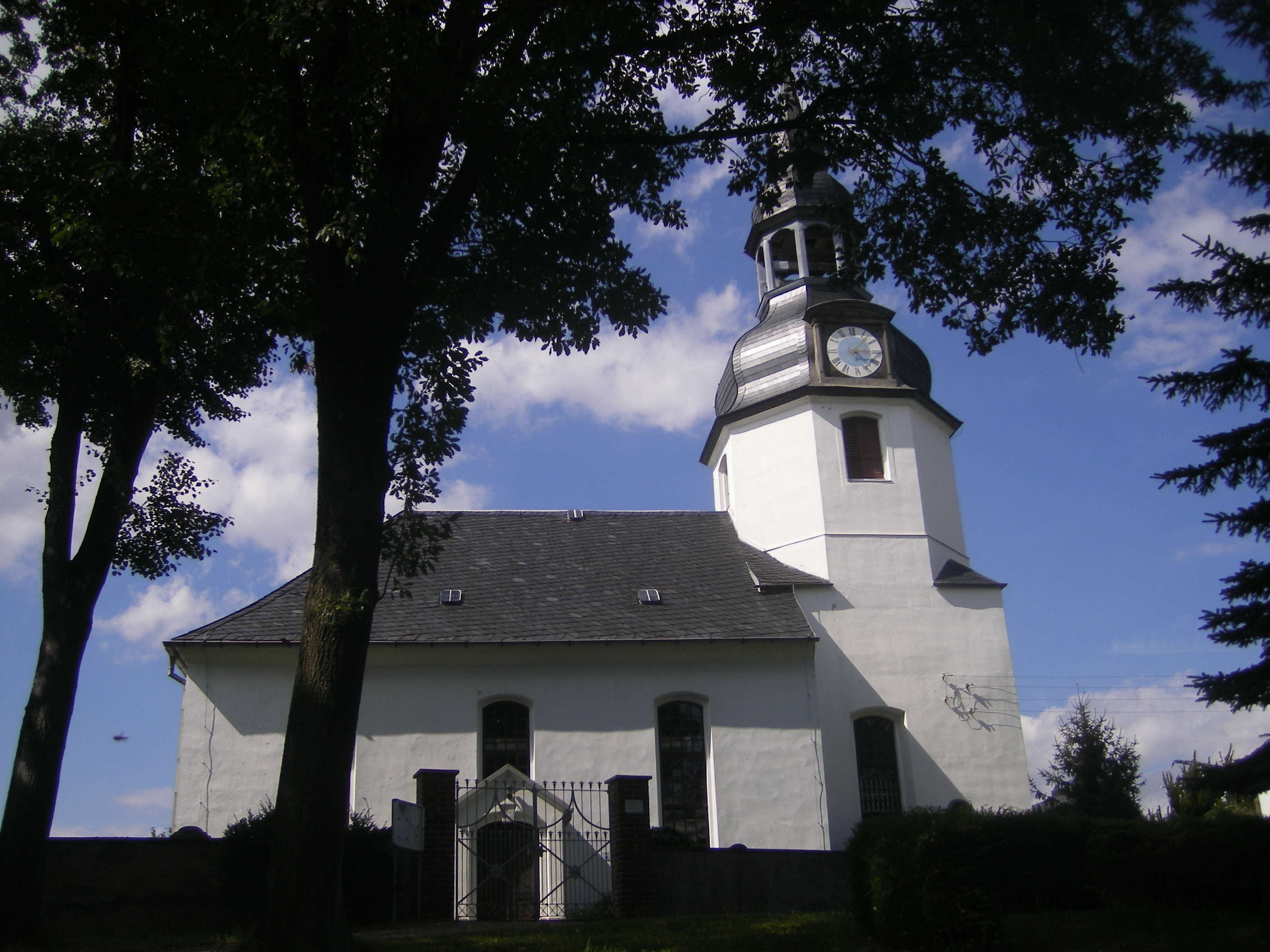
Kirche Jonaswalde

Die evangelisch-lutherische Kirche Jonaswalde steht in Jonaswalde im Landkreis Altenburger Land in Thüringen. Die Kirchengemeinde Jonaswalde gehört zur Pfarrei Thonhausen im Kirchenkreis Altenburger Land der Evangelischen Kirche in Mitteldeutschland.

## Geschichte
Vor der Reformation bestand hier eine um 1400 errichtete Kapelle. Sie wurde von der Pfarrei in Nöbdenitz betreut, die zum Archidiakonat Pleißenland im Bistum Naumburg-Zeitz gehörte. Sie gehörte seit Einführung der Reformation im Fürstentum Altenburg bis zum Jahr 2006 zum Kirchspiel Nischwitz und ist seitdem zum Kirchspiel Thonhausen zugehörig.
Über den Ursprung der heutigen Kirche ist nichts Schriftliches überliefert, der Chorturm wurde auf den Fundamenten der gotischen Kapelle errichtet. Die Kirche in Jonaswalde wurde 1663 erneuert, 1670 ihr Innenraum renoviert und 1683 der Turm vergrößert. 1745 wurden die heutige Kirche und der Turm im Baustil des Barock erbaut.

## Baubeschreibung
Die kleine Saalkirche hat einen eingezogenen Chor auf quadratischem Grundriss. Dem Chorturm wurde ein achtseitiges Geschoss aufgesetzt, auf dem eine schiefergedeckte geschweifte Haube sitzt, die von einer offenen Laterne gekrönt ist. Seit 1763 befindet sich in der Haube die Turmuhr. 1785 erhielt die Haube eine Schieferdeckung. 1882 wurde der Innenraum der Kirche renoviert. Über dem Altar wurde seitlich die Kanzel angebracht. Für den Altar wurden ein Gemälde in Öldruck und Leuchter in Neusilber beschafft. Im gleichen Jahr wurde der Anbau für das Portal im Südosten vollendet. 1904 wurde der weiße Anstrich im Innenraum durch eine Ausmalung erneuert.
1767 baute der Orgelbauer Johann Friedrich Faust eine Orgel mit 8 Registern, verteilt auf ein Manual und ein Pedal. Sie hatte jedoch erhebliche Mängel, so dass sie 1818 wieder abgebaut wurde.
1857 baute der Orgelbauer Christoph Opitz eine neue Orgel mit 13 Registern, verteilt auf zwei Manuale und Pedal.